# Estrella subenana de tipo B

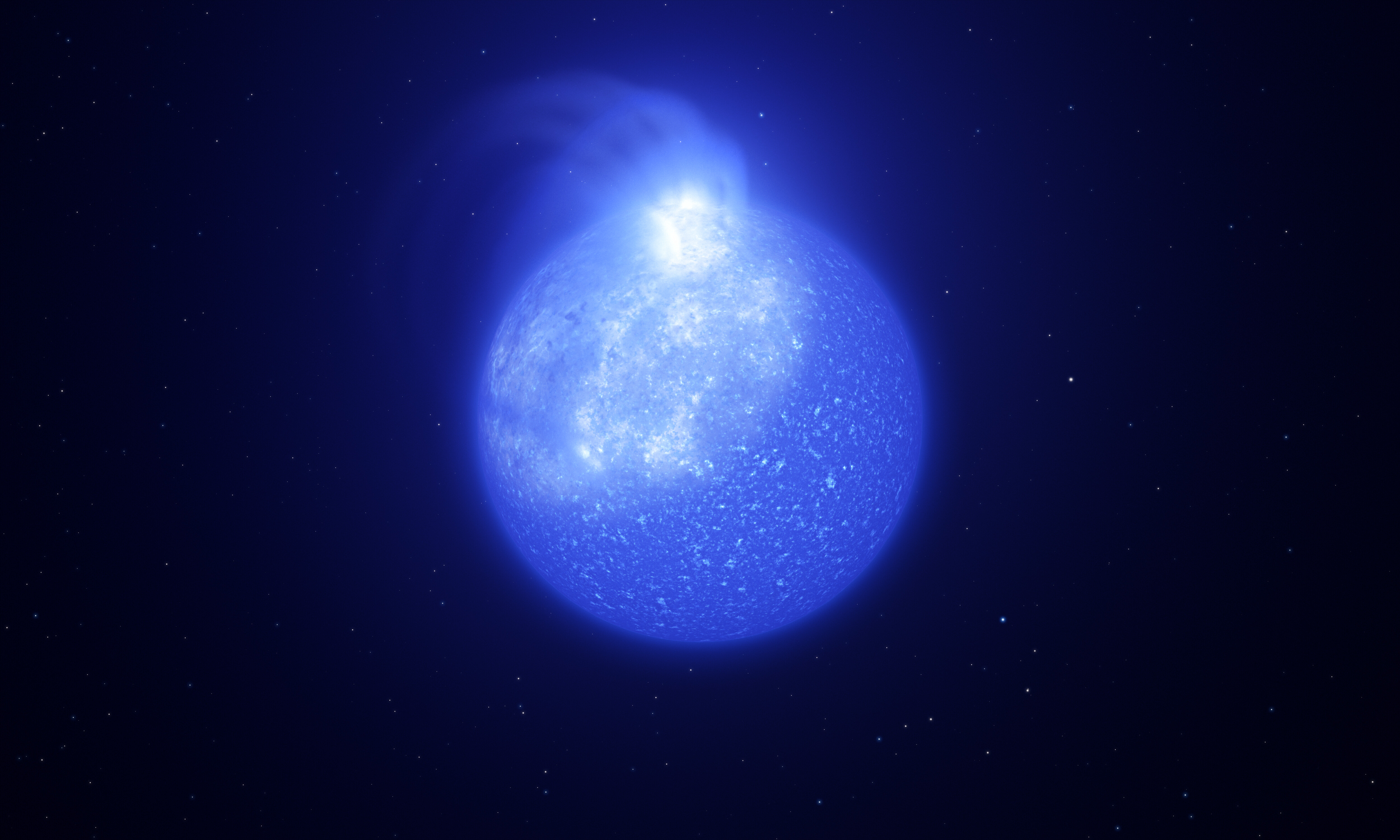
Los astrónomos que usan telescopios ESO han desactivado manchas gigantes en la superficie de estrellas calientes extremas ocultas en cúmulos estelares, llamadas estrellas de rama horizontal extrema. Esta imagen muestra la impresión de un artista de cómo podría ser una de estas estrellas, y su mancha blanquecina gigante. El punto es brillante, ocupa una cuarta parte de la superficie estelar y es causado por campos magnéticos. A medida que la estrella gira, el punto en su superficie va y viene, causando cambios visibles en el brillo.

Las estrellas subenanas de tipo B son una clase de estrellas subenanas calientes cuyo tipo espectral es B, figurando en el diagrama de Hertzsprung-Russell como "estrellas extremas de la rama horizontal". 

## Características
Las subenanas de tipo B representan la última etapa en la evolución estelar de algunas estrellas, cuando una gigante roja pierde sus capas externas de hidrógeno antes de que en su núcleo comience la fusión nuclear del helio. Las razones por las que ocurre esta pérdida total prematura no están claras, pero la interacción de las componentes en un sistema binario es probablemente uno de los mecanismos principales. De hecho, en años recientes se ha descubierto que una proporción significativa de este tipo de estrellas son estrellas binarias. Consecuentemente, las subenanas solitarias existentes pueden ser el resultado de la fusión de dos enanas blancas.
Se piensa que las subenanas de tipo B evolucionan hacia enanas blancas sin pasar por la fase de nebulosa planetaria. En vez de ello, sufren una expansión y un calentamiento durante los cuales aparecen como subenanas de tipo O. 
La masa de estas estrellas es de aproximadamente 0,5 masas solares, estando compuestas mayoritariamente por helio. El hidrógeno, dispuesto en una fina capa cuya masa es igual o inferior a 0,002 masas solares —demasiado fina para sustentar la fusión nuclear—, supone en torno al 1% del contenido total. Estas estrellas tienen un radio entre 0,15 y 0,25 radios solares, estando su temperatura comprendida entre 20.000 a 40.000 K.
Las subenanas de tipo B, con una luminosidad superior a las enanas blancas, constituyen un componente significativo en la población de estrellas calientes de viejas agrupaciones estelares, tales como cúmulos globulares, bulbos de galaxias espirales y galaxias elípticas.

## Variabilidad
El descubrimiento en 1997 de pulsaciones en subenanas de tipo B fue fortuito, mientras se buscaban estrellas variables en un grupo de posibles enanas blancas que incluía a EC 14026–2647.
Actualmente se distinguen dos clases de estrellas variables. 
En primer lugar están aquellas con un período entre 90 y 600 segundos, denominadas  sdBV, variables EC 14026 o variables V361 Hydrae. La teoría de Charpinet indica que las variaciones en el brillo de estas estrellas son debidas a oscilaciones acústicas de modo de grado bajo (l) y orden bajo (n). Parecen estar relacionadas con la ionización de átomos del grupo del hierro que producen opacidad.
En segundo lugar se encuentran las variables de largo periodo (LPsdBV), con períodos entre 45 y 180 minutos. La variación en estas variables apenas supone un 0,1% en su brillo. Se denominan variables PG 1716 o variables V1093 Herculis. El rango de temperatura de este grupo es más estrecho, estando comprendido entre 29.000 y 35.000 K.

## Principales estrellas subenanas de tipo B
En la tabla siguiente se recogen algunas de las subenanas de tipo B más conocidas.
| Nombre de variable | Otra denominación | Constelación | Distancia (al) |
| ------------------ | ----------------- | ------------ | -------------- |
| V361 Hydrae        | EC 14026-2647     | Hidra        | ?              |
| V1093 Herculis     | GSC 03081-00631   | Hércules     | ?              |
| HW Virginis*       | HIP 62157         | Virgo        | 590            |
| NY Virginis*       | GSC 04966-00491   | Virgo        | ?              |
| V391 Pegasi        | HS 2201+2610      | Pegaso       | 4570           |

*Estrella binaria eclipsante